# Бурхард II фон Вьолпе
Бурхард II фон Вьолпе (на немски: Burchard II von Wölpe; † 25 януари 1289 / 15 април 1290) е граф на Вьолпе.

## Произход
Той е най-възрастният син на граф Конрад II фон Вьолпе († 1255/1257) и съпругата му Салома фон Лимер, дъщеря на граф Хилдеболд II фон Роден-Лимер († ок. 1228) и Хедвиг фон Олденбург-Олденбург († 1228), дъщеря на граф Мориц I фон Олденбург-Олденбург и Салома фон Викероде.
Брат е на Бернхард III († 1310), архиепископ на Магдебург и Бремен, Ото († 1307/1308), Гебхард († 1260) и на Хедвиг († сл. 1278), омъжена за граф Лудолф фон Лудолф фон Олденбург-Алтбруххаузен († 1278).

## Фамилия
Първи брак: пр. 20 август 1272 г. с Елизабет фон Холщайн-Итцехое (* ок. 1260; † 1274/1284), дъшрея на граф Герхард I фон Холщайн-Итцехое († 1290) и първата му съпруга Елизабет фон Мекленбург († 1280). Те имат една дъщеря:
- Елизабет († 2 февруари 1336), омъжена пр. 1314 г. за граф Хайнрих II/IV фон Шваленберг († 1349), син на граф Албрехт I фон Шваленберг († 1315) и внук на Фолквин IV

Втори брак: с Ерменгард († сл. 1284). Те имат две деца:
- Кунигунда († сл. 13 юли 1335), омъжена за граф Йохан I (III) фон Олденбург-Делменхорст († 1348), син на граф Ото II фон Олденбург-Делменхорст[3]
- Хилдеболд фон Вьолпе († пр. 1332), женен за Берта († сл. 1335/1338)